# Campeonato de Fórmula Regional Europeia
O Campeonato de Fórmula Regional Europeia pela Alpine é uma categoria de corridas regionais de Fórmula Regional da Europa certificada pela Federação Internacional do Automóvel (FIA). A temporada inaugural começou em 2019. Em 12 de outubro de 2018 foi confirmado que o regulador do automobilismo italiano Automobile Club d'Italia (ACI) e o promotor de karting WSK organizariam o campeonato. A oferta deles foi escolhida em vez da oferta da Renault Sport com o mesmo chassi, que atraiu menos votos dos membros da Comissão de Monopostos. Após a temporada de 2020, a Eurocopa de Fórmula Renault se fundiu com o Campeonato de Fórmula Regional Europeia para se tornar o Campeonato de Fórmula Regional Europeia pela Alpine.
A primeira temporada do campeonato teve oito rodadas triplas nos circuitos europeus, metade delas na Itália, totalizando 24 corridas. De 2021 em diante, a categoria passou a ter 10 rodadas duplas, totalizando 20 corridas.
Os pilotos campeões recebem pontos de Superlicença FIA. A série pretende ser um trampolim entre a Fórmula 4 e o Campeonato Internacional de Fórmula 3 da FIA. As corridas da categoria servem como suporte para campeonatos de GT e DTM.
As corridas são transmitidas de forma gratuita pelo canal oficial da FRECA no Youtube.

## Campeões

### Pilotos
| Temp. | Piloto                | Equipe          | Poles | Vitórias | Pódios | V.M.R.s | Pts. | Conquista        | Margem | Fonte       |
| ----- | --------------------- | --------------- | ----- | -------- | ------ | ------- | ---- | ---------------- | ------ | ----------- |
| 2019  | Frederik Vesti        | Prema Powerteam | 10    | 13       | 20     | 9       | 467  | Corrida 21 de 24 | 131    | [ 7 ]       |
| 2020  | Gianluca Petecof      | Prema Powerteam | 5     | 4        | 14     | 7       | 359  | Corrida 24 de 24 | 16     | [ 8 ] [ 9 ] |
| 2021  | Grégoire Saucy        | ART Grand Prix  | 7     | 8        | 10     | 2       | 264  | Corrida 17 de 20 | 93     | [ 10 ]      |
| 2022  | Dino Beganovic        | Prema Powerteam | 4     | 4        | 14     | 2       | 300  | Corrida 19 de 20 | 26     | [ 10 ]      |
| 2023  | Andrea Kimi Antonelli | Prema Powerteam | 3     | 5        | 11     | 5       | 300  | Corrida 24 de 24 | 29     | [ 11 ]      |
| 2024  | Rafael Câmara         | Prema Powerteam | 7     | 7        | 12     | 7       | 309  | Corrida 18 de 20 | 73     | [ 12 ]      |

### Equipes
| Temp. | Equipe          | Poles | Vitórias | Pódios | V.M.R.s | Pts. | Conquista        | Margem | Fonte  |
| ----- | --------------- | ----- | -------- | ------ | ------- | ---- | ---------------- | ------ | ------ |
| 2019  | Prema Powerteam | 13    | 16       | 40     | 14      | 870  | Corrida 23 de 24 | 390    | [ 7 ]  |
| 2020  | Prema Powerteam | 18    | 16       | 43     | 12      | 842  | Corrida 22 de 24 | 347    | [ 9 ]  |
| 2021  | R-ace GP        | 3     | 5        | 21     | 6       | 481  | Corrida 20 de 20 | 59     | [ 10 ] |
| 2022  | Prema Racing    | 11    | 10       | 21     | 6       | 531  | Corrida 18 de 20 | 110    | [ 13 ] |
| 2023  | Prema Racing    | 7     | 7        | 18     | 6       | 512  | Corrida 20 de 20 | 2      | [ 14 ] |
| 2024  | Prema Racing    | 11    | 12       | 23     | 8       | 575  | Corrida 17 de 20 | 264    | [ 15 ] |

### Estreante
| Temp. | Piloto               | Equipe          | Poles | Vitórias (Estreante) | Pódios (Estreante) | V.M.R.s | Pontos (Estreante) | Conquista        | Margem | Fonte       |
| ----- | -------------------- | --------------- | ----- | -------------------- | ------------------ | ------- | ------------------ | ---------------- | ------ | ----------- |
| 2019  | Frederik Vesti       | Prema Powerteam | 10    | 14                   | 21                 | 9       | 506                | Corrida 21 de 24 | 125    | [ 7 ]       |
| 2020  | Gianluca Petecof     | Prema Powerteam | 5     | 7                    | 20                 | 7       | 430                | Corrida 24 de 24 | 43     | [ 8 ] [ 9 ] |
| 2021  | Isack Hadjar         | R-ace GP        | 1     | 2 (8)                | 5                  | 3       | 166                | Corrida 20 de 20 | 44     | [ 16 ]      |
| 2022  | Leonardo Fornaroli   | Trident Racing  | 0     | 0                    | 0                  | 0       | 83                 | Corrida 20 de 20 | 4      | [ 17 ]      |
| 2023  | Martinius Stenshorne | R-ace GP        | 3     | 5 (13)               | 11                 | 3       | 261                | Corrida 18 de 20 | 150    | [ 18 ]      |
| 2024  | Noah Strømsted       | RPM             | 1     | 0 (7)                | 4                  | 3       | 121                | Corrida 20 de 20 | 24     | [ 19 ]      |

## Links externos
- Site oficial
- Formula Regional European Championship by Alpine no Facebook
- Formula Regional European Championship by Alpine no X
- Formula Regional European Championship by Alpine no Instagram
- Formula Regional European Championship by Alpine no YouTube